# لی هوی (کشتی‌گیر)
لی هوی (انگلیسی: Li Hui; ۲۵ مارس ۱۹۸۵) کشتی‌گیر زن اهل چین بود. وی در بازی‌های المپیک تابستانی ۲۰۰۴ شرکت کرده‌است.